# باربرا كلارا
باربرا كلارا (بالإسبانية: Barbara Clara)‏ هي عارضة فنزويلية، ولدت في 13 يوليو 1981 في ماتورين في فنزويلا.